# Хаос (рельеф)
Хаос — понятие, используемое в планетной геологии для описания областей на поверхности небесных тел, имеющих хаотичный рельеф. Такие области сложены из беспорядочного сочетания гряд, трещин, плато и других типов структур. Термин «хаос» (лат. Chaos) используется в официальной планетной номенклатуре.
Хаосы обнаружены на Марсе и Европе. Сделано много предположений о том, какие силы могли породить такие хаотичные рельефы, но точные причины возникновения хаосов пока не установлены.

## Европа

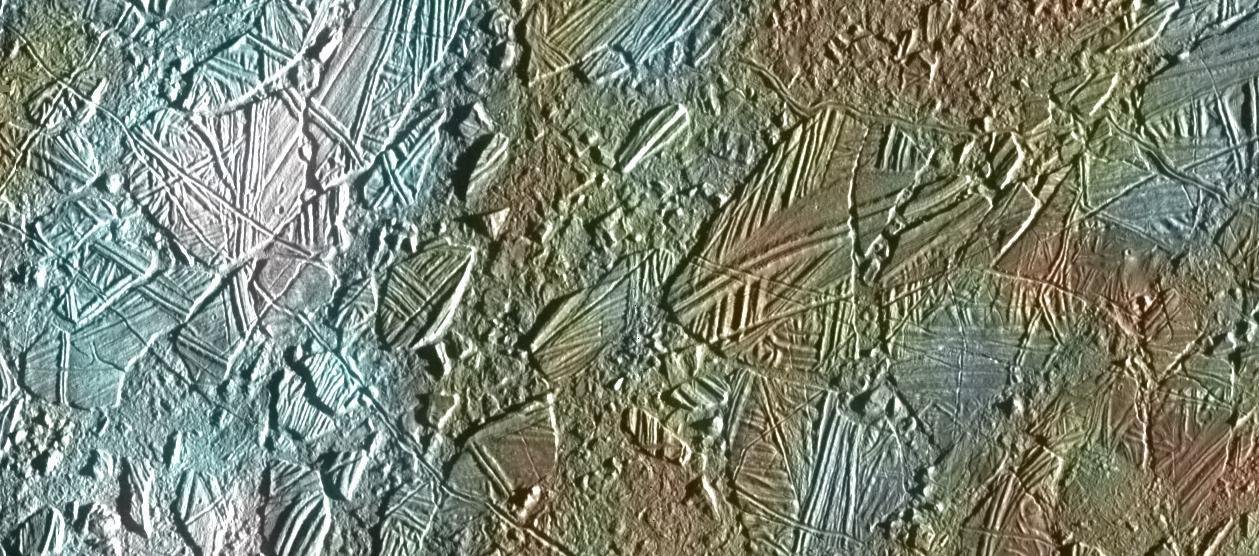
Коннемарский хаос

На Европе отмечено 5 хаосов. Крупнейший из них — Коннемарский хаос (лат. Conamara Chaos) имеет диаметр 144 км.
На Европе хаосы сложены из беспорядочно пересекающихся трещин в ледяной поверхности. В 2004 году была выдвинута гипотеза, что хаосы на Европе были порождены ударом метеорита, который углубился в её пластичную кору, оставив на поверхности обломки льда. В 2011 году группа учёных из Техасского университета представила доказательства того, что многие хаосы на Европе находятся над обширными озёрами жидкой воды.
В конце 2013 года другая группа ученых из того же университета после анализа данных, собранных зондом «Галилео» в периоды его сближения с Европой, установила, что в центральной части спутника (в тропических и экваториальных регионах) температура подповерхностного океана значительно выше первоначальных оценок. Ученые пришли к выводу, что активность океана Европы, связанная с бурным перемешиванием вод, и его относительно высокая температура в этих широтах может быть главной или даже единственной причиной появления областей хаоса на поверхности спутника.

## Марс

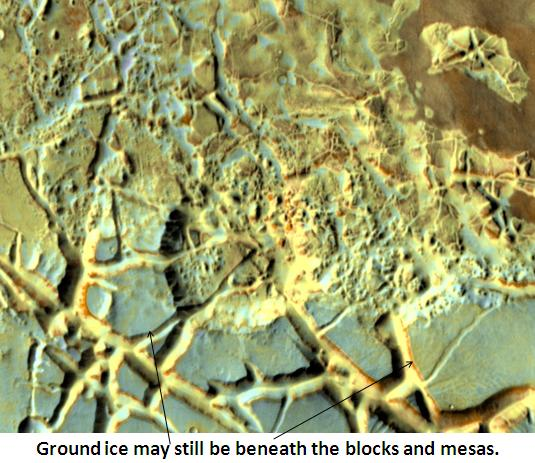
Хаос Арам

На Марсе отмечено 26 хаосов. Крупнейший из них, Хаос Авроры (лат. Aurorae Chaos), имеет диаметр 714 км.

На Марсе хаосы сложены из огромных многоугольных плато, разделённых беспорядочно пересекающимися каньонами. Вероятно, их образование связано с высвобождением огромных объёмов воды из-под поверхности. На это указывает тот факт, что многие русла, по которым, по-видимому, текли марсианские реки, берут начало в областях хаоса. Причиной столь мощного выброса воды могли послужить: удар метеорита, движение магмы, сейсмическая активность или тектоническая деятельность. Также возможно, что залежи воды высвободились из гидратов вместе с углекислым газом. Предполагается, что некоторые не до конца разрушенные части хаосов всё ещё могут содержать воду.